# Дженнингс, Пол
По́л Дже́ннингс, AM (англ. Paul Jennings; род. 30 апреля 1943) — популярный детский писатель из Австралии. 

## Биография
Пол Дженнингс родился в Хестоне, пригороде Лондона. Когда ему было 6 лет, его семья перебралась в Мельбурн (Австралия). По окончании школы Дженнингс поступил в педагогический колледж во Франкстоне (ныне в составе Университета Монаша).
В 1978 году он получил степень бакалавра педагогических исследований. Преподавал в Государственной школе Франкстона, Государственной школе Кенгуру Флэт, Центре обучения молодежи в Туране и Государственной школе при Королевской детской больнице на горе Элиза. Затем он поступил в Институт Линкольна и стал логопедом. Преподавал, сочетав обе специальности, в Бервудском Колледже (ныне в составе Университета Дикина). В 1979 году стал старшим лектором языка и литературы в Варнамбулском Институте Дальнейшего Образования (сейчас — в составе Университета Дикина). 
В 1985 году вышел первый сборник рассказов Дженнингса Unreal!, написанный в свободное от преподавательской работы время. В 1989 году он принял решение посвятить все своё рабочее время писательству. Многие из его рассказов, написанных в период между 1985 и 1991 годами, были адаптированы и включены в первую и вторую части популярного австралийского телесериала «Весёлая семейка Твист».

## Награды
Детский австралийский литературный приз (KOALA) :
1990 Нереально! - Победитель, категория "Для учащихся средней школы";
1992 Не подлежит упоминанию! - Победитель, категория "Для дошкольников и учащихся начальной школы";
1993 Невыносимо! - Победитель, категория "Для дошкольников и учащихся начальной школы";
1994 Отменено! - Победитель, категория "Для дошкольников и учащихся начальной школы";
1995 Duck For Cover - Победитель, категория "Для дошкольников и учащихся начальной школы";
1996 Открыт! - Победитель, категория "Для взрослых читателей".
В 1995 году Пол Дженнингс был удостоен звания Члена ордена Австралии «за вклад в детскую литературу».